# Özlü, Gölköy
Özlü là một xã thuộc huyện Gölköy, tỉnh Ordu, Thổ Nhĩ Kỳ. Dân số thời điểm năm 2010 là 398 người.